# J1 League 2025
La J1 League 2025, también conocida como «2025 Meiji Yasuda J1 League» (2025 明治安田J1リーグ 2025 Meiji Yasuda J1 Rīgu?) por razones de patrocinio, es la  sexagésima temporada de la máxima categoría del fútbol en Japón, y la trigésima tercera temporada de la J1 League, la máxima división japonesa desde su instauración en 1993. Comenzó el 14 de febrero y terminará el 6 de diciembre.
Esta temporada es la última con el formato anual, ya que desde 2026 se disputará con formato estacional.

## Equipos

### Equipos por prefectura
| N.° | Prefectura | Equipos                                                               |
| --- | ---------- | --------------------------------------------------------------------- |
| 4   | Kanagawa   | Kawasaki Frontale, Shonan Bellmare, Yokohama F. Marinos y Yokohama FC |
| 3   | Tokio      | FC Tokyo, Machida Zelvia y Tokyo Verdy                                |
| 2   | Osaka      | Cerezo Osaka y Gamba Osaka                                            |
| 1   | Aichi      | Nagoya Grampus                                                        |
| 1   | Chiba      | Kashiwa Reysol                                                        |
| 1   | Fukuoka    | Avispa Fukuoka                                                        |
| 1   | Hiroshima  | Sanfrecce Hiroshima                                                   |
| 1   | Hyōgo      | Vissel Kobe                                                           |
| 1   | Ibaraki    | Kashima Antlers                                                       |
| 1   | Kioto      | Kyoto Sanga                                                           |
| 1   | Niigata    | Albirex Niigata                                                       |
| 1   | Okayama    | Fagiano Okayama                                                       |
| 1   | Saitama    | Urawa Red Diamonds                                                    |
| 1   | Shizuoka   | Shimizu S-Pulse                                                       |

### Ascensos y descensos
El primer descenso a J2 se dirimió en la jornada 34 cuando Sagan Tosu perdió 2-0 ante Kyoto Sanga acabando así una estadía de trece años en J1 League. El segundo fue materializado por Hokkaido Consadole Sapporo que volvió a la Liga J2 después de nueve años, al empatar en la antepenúltima jornada por 1-1 ante Shonan Bellmare, este resultado sumado al empate de Kashiwa Reysol ante Albirex Niigata hizo imposible para "Consa" alcanzar a Kashiwa en la tabla. El último puesto de descenso fue definido en las últimas dos jornadas, Júbilo Iwata fue finalmente el último descendido, volvió a J2 League un año después.
Los puestos de ascenso directo a J1 League fueron ocupados por Shimizu S-Pulse que volvió después de dos temporadas en J2, y por Yokohama el cual regresó después de solo un año de ausencia. El tercer boleto a J1 fue disputado en los play-offs de ascenso. Los clasificados fueron V-Varen Nagasaki (intentó volver a la máxima categoría del fútbol nipón tras de siete años de ausencia), Montedio Yamagata el cual disputó su tercer play-off de manera consecutiva (después de fallar ante Roasso Kumamoto en 2022 y Shimizu S-Pulse en 2023), buscó volver a la J1 League tras diez años de ausencia; Fagiano Okayama que disputó su segundo play-off en tres temporadas buscando debutar en la J1 League. El último clasificado al play-off fue Vegalta Sendai que buscó regresar a J1 League tras cuatro años de ausencia. Los clasificados a la final fueron Fagiano Okayama y Vegalta Sendai. Vegalta derrotó al contendiente favorito V-Varen Nagasaki por 1-4 y Fagiano Okayama derrotó a Montedio Yamagata por 0-3. Finalmente el equipo que logró el ascenso fue Fagiano Okayama luego de doblegar por 2-0 a Vegalta Sendai en la final de la eliminatoria. Es la primera vez que la prefectura de Okayama tiene un equipo en la J1 League.
| Pos  | Descendidos en la temporada 2024 |
| ---- | -------------------------------- |
| 18.º | Júbilo Iwata                     |
| 19.º | Consadole Sapporo                |
| 20.º | Sagan Tosu                       |

| Pos | Ascendidos de la J2 League |
| --- | -------------------------- |
| 1.º | Shimizu S-Pulse            |
| 2.º | Yokohama F. C.             |
| PO  | Fagiano Okayama            |

### Información de los equipos
| Equipo              | Ciudad        | Entrenador            | Capitán           | Estadio                    | Capacidad | Proveedor   | Patrocinador                      |
| ------------------- | ------------- | --------------------- | ----------------- | -------------------------- | --------- | ----------- | --------------------------------- |
| Albirex Niigata     | Niigata       | Toru Irie             | Yuto Horigome     | Denka Big Swan             | 42 300    | Adidas      | Kameda Seika                      |
| Avispa Fukuoka      | Fukuoka       | Kim Myung-hwi         | Tatsuki Nara      | Best Denki                 | 21 562    | Yonex       | Shin Nihon Seiyaku                |
| Cerezo Osaka        | Osaka         | Arthur Papas          | Shunta Tanaka     | Yodoko Sakura              | 24 481    | Puma        | Yanmar                            |
| Fagiano Okayama     | Okayama       | Takashi Kiyama        | Ryo Takeuchi      | City Light                 | 15 479    | Penalty     | GROP                              |
| FC Tokyo            | Tokio         | Rikizo Matsuhashi     | Kei Koizumi       | Ajinomoto                  | 47 851    | New Balance | Tokyo Gas                         |
| Gamba Osaka         | Suita (Osaka) | Daniel Poyatos Algaba | Takashi Usami     | Panasonic Suita            | 39 694    | Hummel      | Panasonic                         |
| Kashima Antlers     | Kashima       | Toru Oniki            | Gaku Shibasaki    | Kashima Soccer             | 38 669    | Nike        | LIXIL                             |
| Kashiwa Reysol      | Kashiwa       | Ricardo Rodríguez     | Tomoya Inukai     | Sankyo Frontier Kashiwa    | 15 479    | Yonex       | Hitachi                           |
| Kawasaki Frontale   | Kawasaki      | Shigetoshi Hasebe     | Yasuto Wakizaka   | Uvance Todoroki by Fujitsu | 26 827    | Puma        | Fujitsu                           |
| Kyoto Sanga         | Nagoya        | Cho Kwi-jae           | Sota Kawasaki     | Toyota                     | 43 739    | Puma        | Kyocera                           |
| Machida Zelvia      | Kioto         | Go Kuroda             | Gen Shoji         | Sanga by Kyocera           | 20 300    | Adidas      | CyberAgent                        |
| Nagoya Grampus      | Tokio         | Kenta Hasegawa        | Ryuji Izumi       | Machida GION               | 15 489    | Mizuno      | Toyota GR Yaris                   |
| Sanfrecce Hiroshima | Hiroshima     | Michael Skibbe        | Sho Sasaki        | Ala de la Paz de Hiroshima | 28 520    | Nike        | EDION                             |
| Shimizu S-Pulse     | Shizuoka      | Tadahiro Akiba        | Kōya Kitagawa     | IAI Nihondaira             | 20 339    | Puma        | Suzuyo                            |
| Shonan Bellmare     | Hiratsuka     | Satoshi Yamaguchi     | Akito Suzuki      | Lemon Gas Hiratsuka        | 15 380    | Penalty     | Meldia                            |
| Tokyo Verdy         | Tokio         | Hiroshi Jofuku        | Koki Morita       | Ajinomoto                  | 47 851    | Athleta     | Nicigas                           |
| Urawa Red Diamonds  | Saitama       | Maciej Skorża         | Takahiro Sekine   | Saitama 2002               | 62 010    | Nike        | Polus Mitsubishi Heavy Industries |
| Vissel Kobe         | Kōbe          | Takayuki Yoshida      | Tetsushi Yamakawa | Noevir Kobe                | 28 996    | Asics       | Rakuten Mobile                    |
| Yokohama FC         | Yokohama      | Fumitake Miura        | Yoshiaki Komai    | Mitsuzawa                  | 15 454    | Puma        | Onodera Group                     |
| Yokohama F. Marinos | Yokohama      | Hideo Oshima          | Takuya Kida       | Nissan                     | 71 822    | Adidas      | Nissan                            |

### Cambios de entrenadores
| Equipo              | Entrenador saliente | Tipo de salida       | Día de salida           | Posición     | Entrenador entrante | fecha de entrada        |
| ------------------- | ------------------- | -------------------- | ----------------------- | ------------ | ------------------- | ----------------------- |
| Kashiwa Reysol      | Masami Ihara        | Renuncia             | 4 de diciembre de 2024  | Pretemporada | Ricardo Rodríguez   | 11 de diciembre de 2024 |
| Avispa Fukuoka      | Shigetoshi Hasebe   | Fin de contrato      | 31 de diciembre de 2024 | Pretemporada | Kim Myung-hwi       | 1 de enero de 2025      |
| Cerezo Osaka        | Akio Kogiku         | Fin de contrato      | 31 de diciembre de 2024 | Pretemporada | Arthur Papas        | 1 de enero de 2025      |
| Kawasaki Frontale   | Toru Oniki          | Fin de contrato      | 31 de diciembre de 2024 | Pretemporada | Shigetoshi Hasebe   | 1 de enero de 2025      |
| Yokohama F. Marinos | John Hutchinson INT | Fin de interinidad   | 31 de diciembre de 2024 | Pretemporada | Steve Holland       | 1 de enero de 2025      |
| Kashima Antlers     | Masaki Chūgo INT    | Fin de interinidad   | 31 de diciembre de 2024 | Pretemporada | Toru Oniki          | 1 de enero de 2025      |
| F. C. Tokio         | Peter Cklamovski    | Fin de Contrato      | 31 de diciembre de 2024 | Pretemporada | Rikizo Matsuhashi   | 1 de enero de 2025      |
| Albirex Niigata     | Rikizo Matsuhashi   | Fichado por FC Tokyo | 31 de diciembre de 2024 | Pretemporada | Daisuke Kimori      | 1 de enero de 2025      |
| Yokohama F. Marinos | Steve Holland       | Despedido            | 18 de abril de 2025     | 19.º         | Patrick Kisnorbo    | 18 de abril de 2025     |
| Yokohama F. Marinos | Patrick Kisnorbo    | Renuncia             | 19 de junio de 2025     | 20°          | Hideo Oshima        | 25 de junio de 2025     |
| Albirex Niigata]    | Daisuke Kimori      | Despedido            | 23 de junio de 2025     | 18°          | Toru Irie           | 23 de junio de 2025     |
| Yokohama FC         | Shuhei Yomoda       | Despedido            | 23 de julio de 2025     | 19°          | Fumitake Miura      | 23 de julio de 2025 \|  |

## Clasificación
| Pos. | Equipo              | Pts. | PJ | G  | E | P  | GF | GC | Dif. | Clasificación 2026-27                      |
| ---- | ------------------- | ---- | -- | -- | - | -- | -- | -- | ---- | ------------------------------------------ |
| 1    | Machida Zelvia      | 49   | 27 | 15 | 4 | 8  | 42 | 26 | +16  | Fase de liga de la Liga de Campeones Élite |
| 2    | Vissel Kobe         | 49   | 27 | 15 | 4 | 8  | 35 | 25 | +10  | Fase de liga de la Liga de Campeones Élite |
| 3    | Kyoto Sanga         | 48   | 26 | 14 | 6 | 6  | 43 | 30 | +13  |                                            |
| 4    | Kashima Antlers     | 48   | 26 | 15 | 3 | 8  | 38 | 25 | +13  |                                            |
| 5    | Kashiwa Reysol      | 47   | 26 | 13 | 8 | 5  | 36 | 25 | +11  |                                            |
| 6    | Sanfrecce Hiroshima | 46   | 27 | 14 | 4 | 9  | 30 | 19 | +11  |                                            |
| 7    | Urawa Red Diamonds  | 44   | 26 | 12 | 8 | 6  | 36 | 26 | +10  |                                            |
| 8    | Kawasaki Frontale   | 39   | 26 | 10 | 9 | 7  | 41 | 32 | +9   |                                            |
| 9    | Cerezo Osaka        | 37   | 26 | 10 | 7 | 9  | 40 | 37 | +3   |                                            |
| 10   | Fagiano Okayama     | 36   | 26 | 10 | 6 | 10 | 25 | 23 | +2   |                                            |
| 11   | Avispa Fukuoka      | 36   | 26 | 9  | 9 | 8  | 27 | 26 | +1   |                                            |
| 12   | Gamba Osaka         | 34   | 27 | 10 | 4 | 13 | 30 | 38 | −8   |                                            |
| 13   | Shimizu S-Pulse     | 31   | 26 | 8  | 7 | 11 | 30 | 35 | −5   |                                            |
| 14   | Tokyo Verdy         | 31   | 26 | 8  | 7 | 11 | 16 | 25 | −9   |                                            |
| 15   | F. C. Tokio         | 30   | 26 | 8  | 6 | 12 | 29 | 37 | −8   |                                            |
| 16   | Nagoya Grampus      | 28   | 26 | 7  | 7 | 12 | 30 | 37 | −7   |                                            |
| 17   | Shonan Bellmare     | 25   | 26 | 6  | 7 | 13 | 22 | 41 | −19  |                                            |
| 18   | Yokohama F. Marinos | 24   | 26 | 6  | 6 | 14 | 26 | 34 | −8   | Descenso a J2 League                       |
| 19   | Yokohama F. C.      | 22   | 26 | 6  | 4 | 16 | 16 | 32 | −16  | Descenso a J2 League                       |
| 20   | Albirex Niigata     | 20   | 26 | 4  | 8 | 14 | 26 | 45 | −19  | Descenso a J2 League                       |

Actualizado a los partidos jugados el 20 de agosto de 2025.
 Fuente: Meiji Yasuda J1 League
Criterios de clasificación: Puntos · Diferencia de goles · Goles a favor · Enfrentamientos directos · Puntos fair-play · Play-off.
Notas:
1. ↑  El campeón de la Copa del Emperador 2025 obtendrá un cupo a la Fase de liga de la Liga de Campeones 2, mientras que el campeón del Torneo de Transición 2026 obtendrá el cupo restante en la Fase de liga de la Liga de Campeones Élite.

## Resultados
- Los horarios corresponden al huso horario de Japón (UTC+9).

### Primera vuelta
| Gamba Osaka         | 2 – 5 | Cerezo Osaka        | Panasonic Suita            | 14 de febrero | 19:00 |
| Yokohama F. Marinos | 1 – 1 | Albirex Niigata     | Nissan                     | 15 de febrero | 14:00 |
| Yokohama F. C.      | 0 – 1 | F. C. Tokio         | Mitsuzawa                  | 15 de febrero | 14:00 |
| Vissel Kobe         | 0 – 0 | Urawa Red Diamonds  | Noevir Kobe                | 15 de febrero | 14:00 |
| Fagiano Okayama     | 2 – 0 | Kyoto Sanga         | City Light                 | 15 de febrero | 14:00 |
| Avispa Fukuoka      | 0 – 1 | Kashiwa Reysol      | Best Denki                 | 15 de febrero | 14:00 |
| Kawasaki Frontale   | 4 – 0 | Nagoya Grampus      | Uvance Todoroki by Fujitsu | 15 de febrero | 15:00 |
| Shonan Bellmare     | 1 – 0 | Kashima Antlers     | Lemon Gas Hiratsuka        | 15 de febrero | 15:00 |
| Tokyo Verdy         | 0 – 1 | Shimizu S-Pulse     | Nacional de Shinjuku       | 16 de febrero | 14:00 |
| Machida Zelvia      | 1 – 2 | Sanfrecce Hiroshima | Machida GION               | 16 de febrero | 14:00 |

| Kashiwa Reysol      | 1 – 1 | Kawasaki Frontale   | Sankyo Frontier Kashiwa | 22 de febrero | 14:00 |
| Yokohama F. C.      | 1 – 0 | Fagiano Okayama     | Mitsuzawa               | 22 de febrero | 14:00 |
| Shimizu S-Pulse     | 2 – 0 | Albirex Niigata     | IAI Nihondaira          | 22 de febrero | 14:00 |
| Nagoya Grampus      | 2 – 2 | Vissel Kobe         | Toyota                  | 22 de febrero | 14:00 |
| Kyoto Sanga         | 1 – 1 | Urawa Red Diamonds  | Sanga by Kyocera        | 22 de febrero | 14:00 |
| Kashima Antlers     | 4 – 0 | Tokyo Verdy         | Kashima Soccer          | 22 de febrero | 15:00 |
| F. C. Tokio         | 0 – 1 | Machida Zelvia      | Ajinomoto               | 22 de febrero | 15:00 |
| Gamba Osaka         | 2 – 1 | Avispa Fukuoka      | Panasonic Suita         | 22 de febrero | 15:00 |
| Cerezo Osaka        | 1 – 2 | Shonan Bellmare     | Yodoko Sakura           | 22 de febrero | 15:00 |
| Sanfrecce Hiroshima | 1 – 0 | Yokomaha F. Marinos | Ala de la Paz Hiroshima | 23 de febrero | 14:00 |

| Kashima Antlers     | 2 – 1 | Albirex Niigata     | Kashima Soccer          | 26 de febrero | 19:00 |
| Kashiwa Reysol      | 2 – 1 | Cerezo Osaka        | Sankyo Frontier Kashiwa | 26 de febrero | 19:00 |
| F. C. Tokio         | 3 – 1 | Nagoya Grampus      | Ajinomoto               | 26 de febrero | 19:00 |
| Machida Zelvia      | 0 – 1 | Tokyo Verdy         | Machida GION            | 26 de febrero | 19:00 |
| Yokohama F. Marinos | 0 – 0 | Yokohama F. C.      | Nissan                  | 26 de febrero | 19:00 |
| Shonan Bellmare     | 2 – 1 | Urawa Red Diamonds  | Lemon Gas Hiratsuka     | 26 de febrero | 19:00 |
| Shimizu S-Pulse     | 1 – 1 | Sanfrecce Hiroshima | IAI Nihondaira          | 26 de febrero | 19:00 |
| Vissel Kobe         | 1 – 1 | Kyoto Sanga         | Noevir Kobe             | 26 de febrero | 19:00 |
| Fagiano Okayama     | 2 – 0 | Gamba Osaka         | City Light              | 26 de febrero | 19:00 |
| Avispa Fukuoka      | 1 – 2 | Kawasaki Frontale   | Best Denki              | 26 de febrero | 19:00 |

| Yokohama F. Marinos | 1 – 1 | Shonan Bellmare | Nissan                     | 1 de marzo | 13:00 |
| Kashima Antlers     | 2 – 0 | F. C. Tokio     | Kashima Soccer             | 1 de marzo | 14:00 |
| Kawasaki Frontale   | 0 – 1 | Kyoto Sanga     | Uvance Todoroki by Fujitsu | 1 de marzo | 15:00 |
| Vissel Kobe         | 0 – 1 | Avispa Fukuoka  | Noevir Kobe                | 1 de marzo | 15:00 |
| Tokyo Verdy         | 0 – 1 | Gamba Osaka     | Ajinomoto                  | 2 de marzo | 14:00 |
| Albirex Niigata     | 2 – 2 | Cerezo Osaka    | Denka Big Swan             | 2 de marzo | 14:00 |
| Nagoya Grampus      | 1 – 2 | Machida Zelvia  | Toyota                     | 2 de marzo | 14:00 |
| Fagiano Okayama     | 1 – 1 | Shimizu S-Pulse | City Light                 | 2 de marzo | 14:00 |
| Sanfrecce Hiroshima | 1 – 0 | Yokohama F. C.  | Ala de la Paz Hiroshima    | 2 de marzo | 14:30 |
| Urawa Red Diamonds  | 0 – 2 | Kashiwa Reysol  | Saitama 2002               | 2 de marzo | 15:00 |

| Urawa Red Diamonds | 1 – 0 | Fagiano Okayama     | Saitama 2002               | 8 de marzo | 14:00 |
| Albirex Niigata    | 2 – 2 | Tokyo Verdy         | Denka Big Swan             | 8 de marzo | 14:05 |
| Gamba Osaka        | 1 – 0 | Shimizu S-Pulse     | Panasonic Suita            | 8 de marzo | 15:00 |
| Kashiwa Reysol     | 1 – 3 | Kashima Antlers     | Sankyo Frontier Kashiwa    | 8 de marzo | 16:00 |
| F. C. Tokio        | 0 – 0 | Shonan Bellmare     | Ajinomoto                  | 8 de marzo | 16:00 |
| Yokohama F. C.     | 0 – 2 | Machida Zelvia      | Mitsuzawa                  | 8 de marzo | 16:00 |
| Cerezo Osaka       | 1 – 1 | Nagoya Grampus      | Yodoko Sakura              | 8 de marzo | 16:00 |
| Kyoto Sanga        | 0 – 1 | Avispa Fukuoka      | Sanga by Kyocera           | 9 de marzo | 14:00 |
| Kawasaki Frontale  | 3 – 3 | Yokohama F. Marinos | Uvance Todoroki by Fujitsu | 9 de abril | 19:00 |
| Vissel Kobe        | 1 – 0 | Sanfrecce Hiroshima | Noevir Kobe                | 2 de julio | 19:00 |

| Tokyo Verdy         | 2 – 1 | Nagoya Grampus     | Ajinomoto               | 15 de marzo | 14:00 |
| Machida Zelvia      | 1 – 0 | Albirex Niigata    | Machida GION            | 15 de marzo | 14:00 |
| Yokohama F. C.      | 2 – 0 | Cerezo Osaka       | Mitsuzawa               | 15 de marzo | 14:00 |
| Avispa Fukuoka      | 1 – 0 | F. C. Tokio        | Best Denki              | 15 de marzo | 14:00 |
| Shimizu S-Pulse     | 1 – 2 | Kyoto Sanga        | IAI Nihondaira          | 16 de marzo | 13:00 |
| Kashima Antlers     | 1 – 1 | Urawa Red Diamonds | Kashima Soccer          | 16 de marzo | 14:00 |
| Yokohama F. Marinos | 2 – 0 | Gamba Osaka        | Nissan                  | 16 de marzo | 14:00 |
| Fagiano Okayama     | 0 – 0 | Kawasaki Frontale  | City Light              | 16 de marzo | 14:00 |
| Sanfrecce Hiroshima | 1 – 1 | Kashiwa Reysol     | Ala de la Paz Hiroshima | 16 de marzo | 14:00 |
| Shonan Bellmare     | 1 – 2 | Vissel Kobe        | Lemon Gas Hiratsuka     | 16 de marzo | 15:00 |

| Cerezo Osaka    | 1 – 1 | Urawa Red Diamonds  | Yodoko Sakura           | 28 de marzo | 19:00 |
| Fagiano Okayama | 1 – 0 | Yokohama F. Marinos | City Light              | 29 de marzo | 12:55 |
| Shimizu S-Pulse | 3 – 0 | Shonan Bellmare     | IAI Nihondaira          | 29 de marzo | 13:00 |
| Kashiwa Reysol  | 0 – 0 | Tokyo Verdy         | Sankyo Frontier Kashiwa | 29 de marzo | 14:00 |
| Albirex Niigata | 3 – 3 | Gamba Osaka         | Denka Big Swan          | 29 de marzo | 14:00 |
| Nagoya Grampus  | 2 – 1 | Yokohama F. C.      | Toyota                  | 29 de marzo | 14:00 |
| Kyoto Sanga     | 1 – 0 | Sanfrecce Hiroshima | Sanga by Kyocera        | 29 de marzo | 14:00 |
| Kashima Antlers | 1 – 0 | Vissel Kobe         | Kashima Soccer          | 29 de marzo | 15:00 |
| Avispa Fukuoka  | 2 – 2 | Machida Zelvia      | Best Denki              | 29 de marzo | 15:00 |
| F. C. Tokio     | 0 – 3 | Kawasaki Frontale   | Ajinomoto               | 29 de marzo | 17:00 |

| Tokyo Verdy         | 2 – 2 | F. C. Tokio         | Ajinomoto                  | 2 de abril | 19:00 |
| Kawasaki Frontale   | 2 – 0 | Shonan Bellmare     | Uvance Todoroki by Fujitsu | 2 de abril | 19:00 |
| Yokohama F. C.      | 0 – 1 | Vissel Kobe         | Mitsuzawa                  | 2 de abril | 19:00 |
| Albirex Niigata     | 0 – 1 | Avispa Fukuoka      | Denka Big Swan             | 2 de abril | 19:00 |
| Nagoya Grampus      | 2 – 0 | Yokohama F. Marinos | Toyota                     | 2 de abril | 19:00 |
| Kyoto Sanga         | 1 – 1 | Kashiwa Reysol      | Sanga by Kyocera           | 2 de abril | 19:00 |
| Gamba Osaka         | 0 – 1 | Machida Zelvia      | Panasonic Suita            | 2 de abril | 19:00 |
| Cerezo Osaka        | 2 – 1 | Fagiano Okayama     | Yodoko Sakura              | 2 de abril | 19:00 |
| Sanfrecce Hiroshima | 1 – 0 | Kashima Antlers     | Ala de la Paz Hiroshima    | 2 de abril | 19:00 |
| Urawa Red Diamonds  | 2 – 1 | Shimizu S-Pulse     | Saitama 2002               | 2 de abril | 19:30 |

| Yokohama F. Marinos | 0 – 0 | Tokyo Verdy        | Nissan                  | 5 de abril | 14:00 |
| Fagiano Okayama     | 1 – 0 | F. C. Tokio        | City Light              | 6 de abril | 13:00 |
| Machida Zelvia      | 2 – 2 | Kawasaki Frontale  | Machida GION            | 6 de abril | 14:00 |
| Yokohama F. C.      | 2 – 0 | Shimizu S-Pulse    | Mitsuzawa               | 6 de abril | 14:00 |
| Vissel Kobe         | 0 – 1 | Albirex Niigata    | Noevir Kobe             | 6 de abril | 14:00 |
| Avispa Fukuoka      | 1 – 0 | Urawa Red Diamonds | Best Denki              | 6 de abril | 14:00 |
| Kashima Antlers     | 3 – 4 | Kyoto Sanga        | Kashima Soccer          | 6 de abril | 15:00 |
| Kashiwa Reysol      | 1 – 0 | Gamba Osaka        | Sankyo Frontier Kashiwa | 6 de abril | 15:00 |
| Shonan Bellmare     | 2 – 1 | Nagoya Grampus     | Lemon Gas Hiratsuka     | 6 de abril | 15:00 |
| Sanfrecce Hiroshima | 2 – 1 | Cerezo Osaka       | Ala de la Paz Hiroshima | 6 de abril | 15:00 |

| F. C. Tokio         | 1 – 1 | Kashiwa Reysol      | Ajinomoto               | 11 de abril | 19:00 |
| Shimizu S-Pulse     | 1 – 1 | Kawasaki Frontale   | IAI Nihondaira          | 12 de abril | 14:00 |
| Gamba Osaka         | 2 – 0 | Nagoya Grampus      | Panasonic Suita         | 12 de abril | 14:00 |
| Sanfrecce Hiroshima | 0 – 1 | Fagiano Okayama     | Ala de la Paz Hiroshima | 12 de abril | 14:00 |
| Avispa Fukuoka      | 2 – 1 | Yokohama F. Marinos | Best Denki              | 12 de abril | 14:00 |
| Tokyo Verdy         | 0 – 1 | Vissel Kobe         | Ajinomoto               | 12 de abril | 15:00 |
| Cerezo Osaka        | 1 – 0 | Kashima Antlers     | Yodoko Sakura           | 12 de abril | 15:00 |
| Kyoto Sanga         | 2 – 0 | Shonan Bellmare     | Sanga by Kyocera        | 12 de abril | 16:00 |
| Machida Zelvia      | 0 – 2 | Urawa Red Diamonds  | Machida GION            | 13 de abril | 14:00 |
| Albirex Niigata     | 0 – 0 | Yokohama F. C.      | Denka Big Swan          | 13 de abril | 14:00 |

| Albirex Niigata    | 1 – 2 | Kyoto Sanga         | Denka Big Swan             | 19 de abril | 14:00 |
| Yokohama F. C.     | 1 – 1 | Gamba Osaka         | Mitsuzawa                  | 20 de abril | 14:00 |
| Shimizu S-Pulse    | 3 – 1 | Avispa Fukuoka      | IAI Nihondaira             | 20 de abril | 14:00 |
| Nagoya Grampus     | 2 – 1 | Sanfrecce Hiroshima | Toyota                     | 20 de abril | 14:00 |
| Vissel Kobe        | 1 – 0 | Machida Zelvia      | Noevir Kobe                | 20 de abril | 14:00 |
| Fagiano Okayama    | 1 – 2 | Kashima Antlers     | City Light                 | 20 de abril | 14:00 |
| Kawasaki Frontale  | 0 – 0 | Tokyo Verdy         | Uvance Todoroki by Fujitsu | 20 de abril | 15:00 |
| Shonan Bellmare    | 0 – 1 | Kashiwa Reysol      | Lemon Gas Hiratsuka        | 20 de abril | 15:00 |
| Cerezo Osaka       | 1 – 1 | F. C. Tokio         | Yodoko Sakura              | 20 de abril | 15:00 |
| Urawa Red Diamonds | 3 – 1 | Yokohama F. Marinos | Saitama 2002               | 20 de abril | 16:00 |

| Yokohama F. Marinos | 2 – 3 | Shimizu S-Pulse     | Nissan                  | 16 de abril | 19:00 |
| Vissel Kobe         | 2 – 1 | Kawasaki Frontale   | Noevir Kobe             | 16 de abril | 19:00 |
| Kashima Antlers     | 1 – 0 | Nagoya Grampus      | Kashima Soccer          | 25 de abril | 19:00 |
| Tokyo Verdy         | 1 – 0 | Cerezo Osaka        | Ajinomoto               | 25 de abril | 19:00 |
| Machida Zelvia      | 0 – 1 | Shonan Bellmare     | Machida GION            | 25 de abril | 19:00 |
| Kyoto Sanga         | 2 – 1 | Yokohama F. C.      | Sanga by Kyocera        | 25 de abril | 19:00 |
| Avispa Fukuoka      | 1 – 1 | Fagiano Okayama     | Best Denki              | 25 de abril | 19:00 |
| Urawa Red Diamonds  | 1 – 0 | Sanfrecce Hiroshima | Saitama 2002            | 25 de abril | 19:30 |
| F. C. Tokio         | 3 – 0 | Gamba Osaka         | Ajinomoto               | 25 de abril | 19:30 |
| Kashiwa Reysol      | 1 – 1 | Albirex Niigata     | Sankyo Frontier Kashiwa | 26 de abril | 14:00 |

| F. C. Tokio         | 0 – 2 | Shimizu S-Pulse    | Ajinomoto                  | 29 de abril | 13:05 |
| Yokohama F. C.      | 0 – 3 | Kashima Antlers    | Mitsuzawa                  | 29 de abril | 14:00 |
| Nagoya Grampus      | 1 – 2 | Kashiwa Reysol     | Toyota                     | 29 de abril | 14:00 |
| Fagiano Okayama     | 0 – 1 | Tokyo Verdy        | City Light                 | 29 de abril | 14:00 |
| Sanfrecce Hiroshima | 0 – 1 | Albirex Niigata    | Ala de la Paz Hiroshima    | 29 de abril | 14:00 |
| Shonan Bellmare     | 0 – 0 | Avispa Fukuoka     | Lemon Gas Hiratsuka        | 29 de abril | 15:00 |
| Gamba Osaka         | 2 – 1 | Kyoto Sanga        | Panasonic Suita            | 29 de abril | 15:00 |
| Cerezo Osaka        | 1 – 2 | Machida Zelvia     | Yodoko Sakura              | 29 de abril | 15:00 |
| Kawasaki Frontale   | 2 – 2 | Urawa Red Diamonds | Uvance Todoroki by Fujitsu | 21 de mayo  | 19:00 |
| Yokohama F. Marinos | 1 – 2 | Vissel Kobe        | Nissan                     | 21 de mayo  | 19:00 |

| Sanfrecce Hiroshima | 2 – 1 | Avispa Fukuoka  | Ala de la Paz Hiroshima    | 3 de mayo  | 13:00 |
| Albirex Niigata     | 2 – 3 | F. C. Tokio     | Denka Big Swan             | 3 de mayo  | 14:00 |
| Shimizu S-Pulse     | 0 – 3 | Nagoya Grampus  | IAI Nihondaira             | 3 de mayo  | 14:00 |
| Kashima Antlers     | 1 – 0 | Machida Zelvia  | Kashima Soccer             | 3 de mayo  | 15:00 |
| Urawa Red Diamonds  | 2 – 0 | Tokyo Verdy     | Saitama 2002               | 3 de mayo  | 15:00 |
| Gamba Osaka         | 4 – 0 | Shonan Bellmare | Panasonic Suita            | 3 de mayo  | 15:00 |
| Vissel Kobe         | 2 – 0 | Fagiano Okayama | Noevir Kobe                | 3 de mayo  | 15:00 |
| Kyoto Sanga         | 2 – 3 | Cerezo Osaka    | Sanga by Kyocera           | 3 de mayo  | 19:00 |
| Kawasaki Frontale   | 2 – 1 | Yokohama F. C.  | Uvance Todoroki by Fujitsu | 14 de mayo | 19:00 |
| Yokohama F. Marinos | 0 – 2 | Kashiwa Reysol  | Nissan                     | 14 de mayo | 19:00 |

| Urawa Red Diamonds  | 0 – 1 | Gamba Osaka         | Saitama 2002               | 6 de mayo   | 14:00 |
| Nagoya Grampus      | 0 – 0 | Fagiano Okayama     | Toyota                     | 6 de mayo   | 14:00 |
| Avispa Fukuoka      | 0 – 1 | Kashima Antlers     | Best Denki                 | 6 de mayo   | 14:00 |
| Vissel Kobe         | 1 – 3 | Cerezo Osaka        | Noevir Kobe                | 6 de mayo   | 14:00 |
| Kashiwa Reysol      | 1 – 0 | Shimizu S-Pulse     | Sankyo Frontier Kashiwa    | 6 de mayo   | 16:00 |
| Tokyo Verdy         | 2 – 0 | Yokohama F. C.      | Ajinomoto                  | 6 de mayo   | 16:00 |
| Machida Zelvia      | 1 – 2 | Kyoto Sanga         | Machida GION               | 7 de mayo   | 19:00 |
| Shonan Bellmare     | 0 – 1 | Sanfrecce Hiroshima | Lemon Gas Hiratsuka        | 7 de mayo   | 19:00 |
| Kawasaki Frontale   | 3 – 1 | Albirex Niigata     | Uvance Todoroki by Fujitsu | 25 de junio | 19:00 |
| Yokohama F. Marinos | 0 – 3 | F. C. Tokio         | Nissan                     | 25 de junio | 19:30 |

| Yokohama F. C.  | 1 – 0 | Avispa Fukuoka      | Mitsuzawa               | 10 de mayo | 14:00 |
| F. C. Tokio     | 1 – 0 | Vissel Kobe         | Ajinomoto               | 10 de mayo | 15:00 |
| Kashiwa Reysol  | 2 – 0 | Fagiano Okayama     | Sankyo Frontier Kashiwa | 10 de mayo | 16:00 |
| Kashima Antlers | 2 – 1 | Kawasaki Frontale   | Kashiwa Soccer          | 11 de mayo | 13:05 |
| Shimizu S-Pulse | 2 – 2 | Machida Zelvia      | IAI Nihondaira          | 11 de mayo | 13:05 |
| Kyoto Sanga     | 1 – 1 | Nagoya Grampus      | Sanga by Kyocera        | 11 de mayo | 14:00 |
| Albirex Niigata | 1 – 1 | Urawa Red Diamonds  | Denka Big Swan          | 11 de mayo | 14:05 |
| Tokyo Verdy     | 0 – 2 | Shonan Bellmare     | Ajinomoto               | 11 de mayo | 15:00 |
| Gamba Osaka     | 0 – 1 | Sanfrecce Hiroshima | Panasonic Suita         | 11 de mayo | 15:00 |
| Cerezo Osaka    | 1 – 0 | Yokohama F. Marinos | Yodoko Sakura           | 11 de mayo | 15:00 |

| Machida Zelvia      | 3 – 0 | Kashiwa Reysol  | Machida GION               | 17 de mayo | 14:00 |
| Yokohama F. Marinos | 0 – 3 | Kyoto Sanga     | Nissan                     | 17 de mayo | 14:00 |
| Vissel Kobe         | 3 – 2 | Gamba Osaka     | Noevir Kobe                | 17 de mayo | 14:00 |
| Sanfrecce Hiroshima | 2 – 1 | Tokyo Verdy     | Ala de la Paz Hiroshima    | 17 de mayo | 14:00 |
| Avispa Fukuoka      | 1 – 1 | Nagoya Grampus  | Best Denki                 | 17 de mayo | 14:30 |
| Kashima Antlers     | 1 – 0 | Shimizu S-Pulse | Kashima Soccer             | 17 de mayo | 15:00 |
| Shonan Bellmare     | 0 – 1 | Yokohama F. C.  | Lemon Gas Hiratsuka        | 17 de mayo | 15:00 |
| Urawa Red Diamonds  | 3 – 2 | F. C. Tokio     | Saitama 2002               | 17 de mayo | 16:00 |
| Kawasaki Frontale   | 2 – 0 | Cerezo Osaka    | Uvance Todoroki by Fujitsu | 18 de mayo | 15:00 |
| Fagiano Okayama     | 2 – 1 | Albirex Niigata | City Light                 | 18 de mayo | 15:00 |

| Cerezo Osaka        | 2 – 0 | Avispa Fukuoka      | Yodoko Sakura              | 24 de mayo | 15:00 |
| Nagoya Grampus      | 2 – 1 | Urawa Red Diamonds  | Toyota                     | 24 de mayo | 17:30 |
| Fagiano Okayama     | 2 – 2 | Machida Zelvia      | City Light                 | 25 de mayo | 13:00 |
| Yokohama F. Marinos | 3 – 1 | Kashima Antlers     | Nissan                     | 25 de mayo | 14:00 |
| Yokohama F. C.      | 1 – 1 | Kashiwa Reysol      | Mitsuzawa                  | 25 de mayo | 14:00 |
| Albirex Niigata     | 2 – 1 | Shonan Bellmare     | Denka Big Swan             | 25 de mayo | 14:00 |
| Shimizu S-Pulse     | 3 – 2 | Vissel Kobe         | IAI Nihondaira             | 25 de mayo | 14:00 |
| F. C. Tokio         | 0 – 3 | Sanfrecce Hiroshima | Ajinomoto                  | 25 de mayo | 15:00 |
| Tokyo Verdy         | 1 – 0 | Kyoto Sanga         | Ajinomoto                  | 25 de mayo | 15:00 |
| Kawasaki Frontale   | 2 – 2 | Gamba Osaka         | Uvance Todoroki by Fujitsu | 25 de mayo | 16:00 |

| Machida Zelvia      | 0 – 3 | Yokohama F. Marinos | Machida GION            | 31 de mayo | 14:00 |
| Nagoya Grampus      | 3 – 0 | Alibrex Niigata     | Toyota                  | 31 de mayo | 14:00 |
| Avispa Fukuoka      | 0 – 0 | Tokyo Verdy         | Best Denki              | 31 de mayo | 14:00 |
| Kashiwa Reysol      | 1 – 3 | Vissel Kobe         | Sankyo Frontier Kashiwa | 31 de mayo | 16:00 |
| Sanfrecce Hiroshima | 1 – 2 | Kawasaki Frontale   | Ala de la Paz Hiroshima | 31 de mayo | 17:30 |
| Gamba Osaka         | 0 – 1 | Kashima Antlers     | Panasonic Suita         | 31 de mayo | 18:00 |
| Kyoto Sanga         | 3 – 0 | F. C. Tokio         | Sanga by Kyocera        | 31 de mayo | 19:00 |
| Shonan Bellmare     | 1 – 1 | Fagiano Okayama     | Lemon Gas Hiratsuka     | 1 de junio | 15:00 |
| Cerezo Osaka        | 4 – 2 | Shimizu S-Pulse     | Yodoko Sakura           | 1 de junio | 15:00 |
| Urawa Red Diamonds  | 2 – 1 | Yokohama F. C.      | Saitama 2002            | 1 de junio | 16:00 |

### Segunda vuelta
| Urawa Red Diamonds | 2 – 1 | Kyoto Sanga         | Saitama 2002        | 16 de abril | 19:00 |
| Shonan Bellmare    | 1 – 2 | Machida Zelvia      | Lemon Gas Hiratsuka | 14 de junio | 17:30 |
| Kashima Antlers    | 1 – 1 | Sanfrecce Hiroshima | Kashima Soccer      | 14 de junio | 18:00 |
| Yokohama F. C.     | 0 – 1 | Kawasaki Frontale   | Mitsuzawa           | 14 de junio | 18:00 |
| F. C. Tokio        | 2 – 2 | Cerezo Osaka        | Ajinomoto           | 14 de junio | 19:00 |
| Alibrex Niigata    | 1 – 0 | Yokohama F. Marinos | Denka Big Swan      | 15 de junio | 14:00 |
| Tokyo Verdy        | 0 – 3 | Kashiwa Reysol      | Ajinomoto           | 15 de junio | 18:00 |
| Vissel Kobe        | 2 – 1 | Nagoya Grampus      | Noevir Kobe         | 15 de junio | 18:00 |
| Fagiano Okayama    | 0 – 1 | Avispa Fukuoka      | City Light          | 15 de junio | 18:00 |
| Shimizu S-Pulse    | 0 – 0 | Gamba Osaka         | IAI Nihondaira      | 15 de junio | 18:30 |

| Machida Zelvia      | 2 – 1 | Kashima Antlers     | Machida GION               | 21 de junio | 16:00 |
| Avispa Fukuoka      | 3 – 2 | Albirex Niigata     | Best Denki                 | 21 de junio | 16:00 |
| Cerezo Osaka        | 2 – 1 | Tokyo Verdy         | Yodoko Sakura              | 21 de junio | 18:30 |
| Kashiwa Reysol      | 3 – 3 | Kyoto Sanga         | Sankyo Frontier Kashiwa    | 21 de junio | 19:00 |
| Kawasaki Frontale   | 1 – 2 | Vissel Kobe         | Uvance Todoroki by Fujitsu | 21 de junio | 19:00 |
| Yokohama F. Marinos | 0 – 1 | Fagiano Okayama     | Nissan                     | 21 de junio | 19:00 |
| Nagoya Grampus      | 1 – 1 | Shimizu S-Pulse     | Toyota                     | 21 de junio | 19:00 |
| Yokohama F. C.      | 0 – 4 | Sanfrecce Hiroshima | Mitsuzawa                  | 22 de junio | 18:00 |
| Gamba Osaka         | 2 – 0 | F. C. Tokio         | Panasonic Suita            | 22 de junio | 18:30 |
| Urawa Red Diamonds  | 4 – 1 | Shonan Bellmare     | Saitama 2002               | 23 de julio | 19:30 |

| Urawa Red Diamonds  | 0 – 0 | Cerezo Osaka        | Saitama 2002            | 28 de mayo  | 19:00 |
| Kashima Antlers     | 1 – 2 | Fagiano Okayama     | Kashima Soccer          | 28 de junio | 18:00 |
| Shimizu S-Pulse     | 0 – 2 | Kashiwa Reysol      | IAI Nihondaira          | 28 de junio | 18:30 |
| F. C. Tokio         | 2 – 1 | Yokohama F. C.      | Ajinomoto               | 28 de junio | 19:00 |
| Shonan Bellmare     | 1 – 1 | Yokohama F. Marinos | Lemon Gas Hiratsuka     | 28 de junio | 19:00 |
| Kyoto Sanga         | 3 – 1 | Gamba Osaka         | Sanga by Kyocera        | 28 de junio | 19:00 |
| Sanfrecce Hiroshima | 1 – 2 | Nagoya Grampus      | Ala de la Paz Hiroshima | 28 de junio | 19:00 |
| Avispa Fukuoka      | 0 – 0 | Vissel Kobe         | Best Denki              | 28 de junio | 19:00 |
| Albirex Niigata     | 0 – 4 | Machida Zelvia      | Benka Big Swan          | 29 de junio | 18:00 |
| Tokyo Verdy         | 1 – 0 | Kawasaki Frontale   | Ajinomoto               | 29 de junio | 18:00 |

| Machida Zelvia     | 3 – 0 | Shimizu S-Pulse     | Machida GION               | 5 de julio  | 18:00 |
| Fagiano Okayama    | 0 – 1 | Sanfrecce Hiroshima | City Light                 | 5 de julio  | 18:55 |
| Kashiwa Reysol     | 1 – 0 | F. C. Tokio         | Sankyo Frontier Kashiwa    | 5 de julio  | 19:00 |
| Kawasaki Frontale  | 2 – 1 | Kashima Antlers     | Uvance Todoroki by Fujitsu | 5 de julio  | 19:00 |
| Yokohama F. C.     | 0 – 1 | Yokohama F. Marinos | Mitsuzawa                  | 5 de julio  | 19:00 |
| Nagoya Grampus     | 0 – 0 | Tokyo Verdy         | Toyota                     | 5 de julio  | 19:00 |
| Kyoto Sanga        | 2 – 1 | Albirex Niigata     | Sanga by Kyocera           | 5 de julio  | 19:00 |
| Cerezo Osaka       | 0 – 1 | Gamba Osaka         | Yodoko Sakura              | 5 de julio  | 19:00 |
| Vissel Kobe        | 4 – 0 | Shonan Bellmare     | Noevir Kobe                | 5 de julio  | 19:00 |
| Urawa Red Diamonds | 0 – 0 | Avispa Fukuoka      | Saitama 2002               | 27 de julio | 19:00 |

| F. C. Tokio         | 3 – 2 | Urawa Red Diamonds  | Ajinomoto           | 19 de julio | 19:00 |
| Shonan Bellmare     | 3 – 3 | Cerezo Osaka        | Lemon Gas Hiratsuka | 19 de julio | 19:00 |
| Tokyo Verdy         | 0 – 1 | Machida Zelvia      | Ajinomoto           | 20 de julio | 18:00 |
| Kashima Antlers     | 3 – 2 | Kashiwa Reysol      | Kashima Soccer      | 20 de julio | 18:00 |
| Shimizu S-Pulse     | 2 – 0 | Yokohama F. C.      | IAI Nihondaira      | 20 de julio | 18:30 |
| Yokohama F. Marinos | 3 – 0 | Nagoya Grampus      | Nissan              | 20 de julio | 19:00 |
| Albirex Niigata     | 0 – 2 | Sanfrecce Hiroshima | Denka Big Swan      | 20 de julio | 19:00 |
| Gamba Osaka         | 2 – 1 | Kawasaki Frontale   | Panasonic Suita     | 20 de julio | 19:00 |
| Fagiano Okayama     | 1 – 2 | Vissel Kobe         | City Light          | 20 de julio | 19:00 |
| Avispa Fukuoka      | 2 – 2 | Kyoto Sanga         | Best Denki          | 21 de julio | 18:00 |

| Yokohama F. C.      | 1 – 2 | Urawa Red Diamonds  | Mitsuzawa                  | 9 de agosto  | 18:00 |
| Tokyo Verdy         | 1 – 0 | Yokohama F. Marinos | Ajinomoto                  | 9 de agosto  | 18:00 |
| Kawasaki Frontale   | 2 – 5 | Avispa Fukuoka      | Uvance Todoroki by Fujitsu | 9 de agosto  | 19:00 |
| Sanfrecce Hiroshima | 0 – 0 | Shimizu S-Pulse     | Ala de la Paz Hiroshima    | 10 de agosto | 18:30 |
| Kashiwa Reysol      | 2 – 0 | Shonan Bellmare     | Sankyo Frontier Kashiwa    | 10 de agosto | 19:00 |
| F. C. Tokio         | 0 – 1 | Kashima Antlers     | Ajinomoto                  | 10 de agosto | 19:00 |
| Machida Zelvia      | 2 – 0 | Vissel Kobe         | Machida GION               | 10 de agosto | 19:00 |
| Nagoya Grampus      | 1 – 2 | Kyoto Sanga         | Toyota                     | 10 de agosto | 19:00 |
| Gamba Osaka         | 0 – 3 | Fagiano Okayama     | Panasonic Suita            | 10 de agosto | 19:00 |
| Cerezo Osaka        | 3 – 1 | Albirex Niigata     | Yodoko Sakura              | 11 de agosto | 19:00 |

| Kashima Antlers     | 1 – 1 | Avispa Fukuoka      | Kashima Soccer          | 16 de agosto | 18:00 |
| Shimizu S-Pulse     | 1 – 3 | Yokohama F. Marinos | IAI Nihondaira          | 16 de agosto | 18:30 |
| Urawa Red Diamonds  | 2 – 1 | Nagoya Grampus      | Saitama 2002            | 16 de agosto | 19:00 |
| Machida Zelvia      | 3 – 0 | Cerezo Osaka        | Machida GION            | 16 de agosto | 19:00 |
| Shonan Bellmare     | 2 – 2 | F. C. Tokio         | Lemon Gas Hiratsuka     | 16 de agosto | 19:00 |
| Albirex Niigata     | 1 – 1 | Kawasaki Frontale   | Denka Big Swan          | 16 de agosto | 19:00 |
| Kyoto Sanga         | 1 – 0 | Tokyo Verdy         | Sanga by Kyocera        | 16 de agosto | 19:00 |
| Vissel Kobe         | 0 – 1 | Yokohama F. C.      | Noevir Kobe             | 16 de agosto | 19:00 |
| Sanfrecce Hiroshima | 1 – 0 | Gamba Osaka         | Ala de la Paz Hiroshima | 16 de agosto | 19:00 |
| Fagiano Okayama     | 2 – 1 | Kashiwa Reysol      | City Light              | 17 de agosto | 18:00 |

| Kashiwa Reysol      | vs. | Urawa Red Diamonds  | Sankyo Frontier Kashiwa | 22 de agosto | 19:00 |
| Avispa Fukuoka      | vs. | Shimizu S-Pulse     | Best Denki              | 23 de agosto | 18:00 |
| Tokyo Verdy         | vs. | Sanfrecce Hiroshima | Ajinomoto               | 23 de agosto | 19:00 |
| Albirex Niigata     | vs. | Kashima Antlers     | Denka Big Swan          | 23 de agosto | 19:00 |
| Nagoya Grampus      | vs. | Kawasaki Frontale   | Toyota                  | 23 de agosto | 19:00 |
| Gamba Osaka         | vs. | Yokohama F. C.      | Panasonic Suita         | 23 de agosto | 19:00 |
| Cerezo Osaka        | vs. | Vissel Kobe         | Yodoko Sakura           | 23 de agosto | 19:00 |
| Fagiano Okayama     | vs. | Shonan Bellmare     | City Light              | 23 de agosto | 19:00 |
| Yokohama F. Marinos | vs. | Machida Zelvia      | Nissan                  | 23 de agosto | 19:30 |
| F. C. Tokio         | vs. | Kyoto Sanga         | Ajinomoto               | 24 de agosto | 19:00 |

| Yokohama F. C.     | vs. | Tokyo Verdy         | Mitsuzawa                  | 30 de agosto | 18:00 |
| Kyoto Sanga        | vs. | Fagiano Okayama     | Sanga by Kyocera           | 30 de agosto | 19:00 |
| Vissel Kobe        | vs. | Yokohama F. Marinos | Noevir Kobe                | 30 de agosto | 19:00 |
| Shimizu S-Pulse    | vs. | Kashima Antlers     | IAI Nihondaira             | 31 de agosto | 18:30 |
| Urawa Red Diamonds | vs. | Albirex Niigata     | Saitama 2002               | 31 de agosto | 19:00 |
| Kashiwa Reysol     | vs. | Avispa Fukuoka      | Sankyo Frontier Kashiwa    | 31 de agosto | 19:00 |
| Kawasaki Frontale  | vs. | Machida Zelvia      | Uvance Todoroki by Fujitsu | 31 de agosto | 19:00 |
| Shonan Bellmare    | vs. | Gamba Osaka         | Lemon Gas Hiratsuka        | 31 de agosto | 19:00 |
| Nagoya Grampus     | vs. | F. C. Tokio         | Toyota                     | 31 de agosto | 19:00 |
| Cerezo Osaka       | vs. | Sanfrecce Hiroshima | Yodoko Sakura              | 31 de agosto | 19:00 |

| Vissel Kobe         | vs. | Kashiwa Reysol     | Noevir Kobe             | 12 de septiembre | 19:00 |
| Avispa Fukuoka      | vs. | Cerezo Osaka       | Best Denki              | 13 de septiembre | 18:00 |
| Fagiano Okayama     | vs. | Nagoya Grampus     | City Light              | 13 de septiembre | 18:55 |
| Kashima Antlers     | vs. | Shonan Bellmare    | Kashima Soccer          | 13 de septiembre | 19:00 |
| Machida Zelvia      | vs. | Yokohama F. C.     | Machida GION            | 13 de septiembre | 19:00 |
| Yokahama F. Marinos | vs. | Kawasaki Frontale  | Nissan                  | 13 de septiembre | 19:00 |
| Albirex Niigata     | vs. | Shimizu S-Pulse    | Denka Big Swan          | 13 de septiembre | 19:00 |
| Gamba Osaka         | vs. | Urawa Red Diamonds | Panasonic Suita         | 13 de septiembre | 19:00 |
| Sanfrecce Hiroshima | vs. | Kyoto Sanga        | Ala de la Paz Hiroshima | 13 de septiembre | 19:00 |
| F. C. Tokio         | vs. | Tokyo Verdy        | Ajinomoto               | 15 de septiembre | 19:00 |

| Sanfrecce Hiroshima | 0 - 1 | Vissel Kobe     | Ala de la Paz Hiroshima    | 20 de Agosto     | 19:00 |
| Machida Zelvia      | 3 - 1 | Gamba Osaka     | Machida GION               | 20 de Agosto     | 19:00 |
| Urawa Red Diamonds  | vs.   | Kashima Antlers | Saitama 2002               | 19 de septiembre |       |
| Tokyo Verdy         | vs.   | Fagiano Okayama | Ajinomoto                  | 19 de septiembre |       |
| Kawasaki Frontale   | vs.   | F. C. Tokio     | Uvance Todoroki by Fujitsu | 19 de septiembre |       |
| Yokohama F. Marinos | vs.   | Avispa Fukuoka  | Nissan                     | 19 de septiembre |       |
| Yokohama F. C.      | vs.   | Albirex Niigata | Mitsuzawa                  | 19 de septiembre |       |
| Nagoya Grampus      | vs.   | Shonan Bellmare | Toyota                     | 19 de septiembre |       |
| Kyoto Sanga         | vs.   | Shimizu S-Pulse | Sanga by Kyocera           | 19 de septiembre |       |
| Cerezo Osaka        | vs.   | Kashiwa Reysol  | Yodoko Sakura              | 19 de septiembre |       |

| Kashima Antlers | vs. | Cerezo Osaka        | Kashima Soccer          | 22 de septiembre |  |
| Kashiwa Reysol  | vs. | Sanfrecce Hiroshima | Sankyo Frontier Kashiwa | 22 de septiembre |  |
| F. C. Tokio     | vs. | Avispa Fukuoka      | Ajinomoto               | 22 de septiembre |  |
| Shonan Bellmare | vs. | Kawasaki Frontale   | Lemon Gas Hiratsuka     | 22 de septiembre |  |
| Albirex Niigata | vs. | Nagoya Grampus      | Denka Big Swan          | 22 de septiembre |  |
| Shimizu S-Pulse | vs. | Urawa Red Diamonds  | IAI Nihondaira          | 22 de septiembre |  |
| Kyoto Sanga     | vs. | Machida Zelvia      | Sanga by Kyocera        | 22 de septiembre |  |
| Gamba Osaka     | vs. | Yokohama F. Marinos | Panasonic Suita         | 22 de septiembre |  |
| Vissel Kobe     | vs. | Tokyo Verdy         | Noevir Kobe             | 22 de septiembre |  |
| Fagiano Okayama | vs. | Yokohama F. C.      | City Light              | 22 de septiembre |  |

| F. C. Tokio       | vs. | Yokohama F. Marinos | Ajinomoto                  | 26 de septiembre |  |
| Tokyo Verdy       | vs. | Urawa Red Diamonds  | Ajinomoto                  | 26 de septiembre |  |
| Machida Zelvia    | vs. | Fagiano Okayama     | Machida GION               | 26 de septiembre |  |
| Kawasaki Frontale | vs. | Kashiwa Reysol      | Uvance Todoroki by Fujitsu | 26 de septiembre |  |
| Yokohama F. C.    | vs. | Shonan Bellmare     | Mitsuzawa                  | 26 de septiembre |  |
| Nagoya Grampus    | vs. | Kashima Antlers     | Toyota                     | 26 de septiembre |  |
| Gamba Osaka       | vs. | Albirex Niigata     | Panasonic Suita            | 26 de septiembre |  |
| Cerezo Osaka      | vs. | Kyoto Sanga         | Yodoko Sakura              | 26 de septiembre |  |
| Vissel Kobe       | vs. | Shimizu S-Pulse     | Noevir Kobe                | 26 de septiembre |  |
| Avispa Fukuoka    | vs. | Sanfrecce Hiroshima | Best Denki                 | 26 de septiembre |  |

| Shonan Bellmare     | vs. | Tokyo Verdy         | Lemon Gas Hiratsuka     | 3 de octubre |  |
| Kashima Antlers     | vs. | Gamba Osaka         | Kashima Soccer          | 3 de octubre |  |
| Urawa Red Diamonds  | vs. | Vissel Kobe         | Saitama 2002            | 3 de octubre |  |
| Kashiwa Reysol      | vs. | Yokohama F. Marinos | Sankyo Frontier Kashiwa | 3 de octubre |  |
| Albirex Niigata     | vs. | Fagiano Okayama     | Denka Big Swan          | 3 de octubre |  |
| Shimizu S-Pulse     | vs. | F. C. Tokio         | IAI Nihondaira          | 3 de octubre |  |
| Nagoya Grampus      | vs. | Cerezo Osaka        | Toyota                  | 3 de octubre |  |
| Kyoto Sanga         | vs. | Kawasaki Frontale   | Sanga by Kyocera        | 3 de octubre |  |
| Sanfrecce Hiroshima | vs. | Machida Zelvia      | Ala de la Paz Hiroshima | 3 de octubre |  |
| Avispa Fukuoka      | vs. | Yokohama F. C.      | Best Denki              | 3 de octubre |  |

| Tokyo Verdy         | vs. | Albirex Niigata    | Ajinomoto                  | 17 de octubre |  |
| Machida Zelvia      | vs. | Avispa Fukuoka     | Machida GION               | 17 de octubre |  |
| Kawasaki Frontale   | vs. | Shimizu S-Pulse    | Uvance Todoroki by Fujitsu | 17 de octubre |  |
| Yokohama F. Marinos | vs. | Urawa Red Diamonds | Nissan                     | 17 de octubre |  |
| Yokohama F. C.      | vs. | Nagoya Grampus     | Mitsuzawa                  | 17 de octubre |  |
| Shonan Bellmare     | vs. | Kyoto Sanga        | Lemon Gas Hiratsuka        | 17 de octubre |  |
| Gamba Osaka         | vs. | Kashiwa Reysol     | Panasonic Suita            | 17 de octubre |  |
| Vissel Kobe         | vs. | Kashima Antlers    | Noevir Kobe                | 17 de octubre |  |
| Fagiano Okayama     | vs. | Cerezo Osaka       | City Light                 | 17 de octubre |  |
| Sanfrecce Hiroshima | vs. | F. C. Tokio        | Ala de la Paz Hiroshima    | 17 de octubre |  |

| Urawa Red Diamonds  | vs. | Machida Zelvia      | Saitama 2002            | 24 de octubre |  |
| Kashiwa Reysol      | vs. | Yokohama F. C.      | Sankyo Frontier Kashiwa | 24 de octubre |  |
| F. C. Tokio         | vs. | Fagiano Okayama     | Ajinomoto               | 24 de octubre |  |
| Yokohama F. Marinos | vs. | Sanfrecce Hiroshima | Nissan                  | 24 de octubre |  |
| Albirex Niigata     | vs. | Vissel Kobe         | Denka Big Swan          | 24 de octubre |  |
| Shimizu S-Pulse     | vs. | Tokyo Verdy         | IAI Nihondaira          | 24 de octubre |  |
| Nagoya Grampus      | vs. | Gamba Osaka         | Toyota                  | 24 de octubre |  |
| Kyoto Sanga         | vs. | Kashima Antlers     | Sanga by Kyocera        | 24 de octubre |  |
| Cerezo Osaka        | vs. | Kawasaki Frontale   | Yodoko Sakura           | 24 de octubre |  |
| Avispa Fukuoka      | vs. | Shonan Bellmare     | Best Denki              | 24 de octubre |  |

| Kashima Antlers     | vs. | Yokohama F. C.      | Kashima Soccer             | 7 de noviembre |  |
| Kashiwa Reysol      | vs. | Nagoya Grampus      | Sankyo Frontier Kashiwa    | 7 de noviembre |  |
| Tokyo Verdy         | vs. | Avispa Fukuoka      | Ajinomoto                  | 7 de noviembre |  |
| Machida Zelvia      | vs. | F. C. Tokio         | Machida GION               | 7 de noviembre |  |
| Kawasaki Frontale   | vs. | Fagiano Okayama     | Uvance Todoroki by Fujitsu | 7 de noviembre |  |
| Shonan Bellmare     | vs. | Albirex Niigata     | Lemon Gas Hiratsuka        | 7 de noviembre |  |
| Shimizu S-Pulse     | vs. | Cerezo Osaka        | IAI Nihondaira             | 7 de noviembre |  |
| Kyoto Sanga         | vs. | Yokohama F. Marinos | Sanga by Kyocera           | 7 de noviembre |  |
| Gamba Osaka         | vs. | Vissel Kobe         | Panasonic Suita            | 7 de noviembre |  |
| Sanfrecce Hiroshima | vs. | Urawa Red Diamonds  | Ala de la Paz Hiroshima    | 7 de noviembre |  |

| Tokyo Verdy         | vs. | Kashima Antlers     | Ajinomoto                  | 29 de noviembre |  |
| Machida Zelvia      | vs. | Nagoya Grampus      | Machida GION               | 29 de noviembre |  |
| Kawasaki Frontale   | vs. | Sanfrecce Hiroshima | Uvance Todoroki by Fujitsu | 29 de noviembre |  |
| Yokohama F. Marinos | vs. | Cerezo Osaka        | Nissan                     | 29 de noviembre |  |
| Yokohama F. C.      | vs. | Kyoto Sanga         | Mitsuzawa                  | 29 de noviembre |  |
| Shonan Bellmare     | vs. | Shimizu S-Pulse     | Lemon Gas Hiratsuka        | 29 de noviembre |  |
| Albirex Niigata     | vs. | Kashiwa Reysol      | Denka Big Swan             | 29 de noviembre |  |
| Vissel Kobe         | vs. | F. C. Tokio         | Noevir Kobe                | 29 de noviembre |  |
| Fagiano Okayama     | vs. | Urawa Red Diamonds  | City Light                 | 29 de noviembre |  |
| Avispa Fukuoka      | vs. | Gamba Osaka         | Best Denki                 | 29 de noviembre |  |

| Kashima Antlers     | vs. | Yokohama F. Marinos | Kashima Soccer          | 6 de diciembre |  |
| Urawa Red Diamonds  | vs. | Kawasaki Frontale   | Saitama 2002            | 6 de diciembre |  |
| Kashiwa Reysol      | vs. | Machida Zelvia      | Sankyo Frontier Kashiwa | 6 de diciembre |  |
| F. C. Tokio         | vs. | Albirex Niigata     | Ajinomoto               | 6 de diciembre |  |
| Shimizu S-Pulse     | vs. | Fagiano Okayama     | IAI Nihondaira          | 6 de diciembre |  |
| Nagoya Grampus      | vs. | Avispa Fukuoka      | Toyota                  | 6 de diciembre |  |
| Kyoto Sanga         | vs. | Vissel Kobe         | Sanga by Kyocera        | 6 de diciembre |  |
| Gamba Osaka         | vs. | Tokyo Verdy         | Panasonic Suita         | 6 de diciembre |  |
| Cerezo Osaka        | vs. | Yokohama F. C.      | Yodoko Sakura           | 6 de diciembre |  |
| Sanfrecce Hiroshima | vs. | Shonan Bellmare     | Ala de la Paz Hiroshima | 6 de diciembre |  |

### Tabla de resultados cruzados
| Local \ Visitante   | ALB | AVI | CER | TOK | GAM | FAG | ANT | REY | FRO | YFC | GRA | SSP | SFR | BEL | KYO | RED | VER | VIS | FMA | ZEL |
| ------------------- | --- | --- | --- | --- | --- | --- | --- | --- | --- | --- | --- | --- | --- | --- | --- | --- | --- | --- | --- | --- |
| Albirex Niigata     | —   | 0–1 | 2–2 | 2–3 | 3–3 |     |     |     | 1–1 | 0–0 |     |     | 0–2 | 2–1 | 1–2 | 1–1 | 2–2 |     | 1–0 | 0–4 |
| Avispa Fukuoka      | 3–2 | —   |     | 1–0 |     | 1–1 | 0–1 | 0–1 | 1–2 |     | 1–1 |     |     |     | 2–2 | 1–0 | 0–0 | 0–0 | 2–1 | 2–2 |
| Cerezo Osaka        | 3–1 | 2–0 | —   | 1–1 | 0–1 | 2–1 | 1–0 |     |     |     | 1–1 | 4–2 |     | 1–2 |     | 1–1 | 2–1 |     | 1–0 | 1–2 |
| F. C. Tokio         |     |     | 2–2 | —   | 3–0 |     | 0–1 | 1–1 | 0–3 | 2–1 | 3–1 | 0–2 | 0–3 | 0–0 |     | 3–2 |     | 1–0 |     | 0–1 |
| Gamba Osaka         |     | 2–1 | 2–5 | 2–0 | —   | 0–3 | 0–1 |     | 2–1 |     | 2–0 | 1–0 | 0–1 | 4–0 | 2–1 |     |     |     |     | 0–1 |
| Fagiano Okayama     | 2–1 | 0–1 |     | 1–0 | 2–0 | —   | 1–2 | 2–1 | 0–0 |     |     | 1–1 | 0–1 |     | 2–0 |     | 0–1 | 1–2 | 1–0 | 2–2 |
| Kashima Antlers     | 2–1 | 1–1 |     | 2–0 |     | 1–2 | —   | 3–2 | 2–1 |     | 1–0 | 1–0 | 1–1 |     | 3–4 | 1–1 | 4–0 | 1–0 |     | 1–0 |
| Kashiwa Reysol      | 1–1 |     | 2–1 | 1–0 | 1–0 | 2–0 | 1–3 | —   | 1–1 |     |     | 1–0 |     | 2–0 | 3–3 |     | 0–0 | 1–3 |     |     |
| Kawasaki Frontale   | 3–1 | 2–5 | 2–0 |     | 2–2 |     | 2–1 |     | —   | 2–1 | 4–0 |     |     | 2–0 | 0–1 | 2–2 | 0–0 | 1–2 | 3–3 |     |
| Yokohama F. C.      |     | 1–0 | 2–0 | 0–1 | 1–1 | 1–0 | 0–3 | 1–1 | 0–1 | —   |     | 2–0 | 0–4 |     |     | 1–2 |     | 0–1 | 0–1 | 0–2 |
| Nagoya Grampus      | 3–0 |     |     |     |     | 0–0 |     | 1–2 |     | 2–1 | —   | 1–1 | 2–1 |     | 1–2 | 2–1 | 0–0 | 2–2 | 2–0 | 1–2 |
| Shimizu S-Pulse     | 2–0 | 3–1 |     |     | 0–0 |     |     | 0–2 | 1–1 | 2–0 | 0–3 | —   | 1–1 | 3–0 | 1–2 |     |     | 3–2 | 1–3 | 2–2 |
| Sanfrecce Hiroshima | 0–1 | 2–1 | 2–1 |     | 1–0 | 0–1 | 1–0 | 1–1 | 1–2 | 1–0 | 1–2 | 0–0 | —   |     |     |     | 2–1 |     | 1–0 |     |
| Shonan Bellmare     |     | 0–0 | 3–3 | 2–2 |     | 1–1 | 1–0 | 0–1 |     | 0–1 | 2–1 |     | 0–1 | —   |     | 2–1 |     | 1–2 | 1–1 | 1–2 |
| Kyoto Sanga         | 2–1 | 0–1 | 2–3 | 3–0 | 3–1 |     |     | 1–1 |     | 2–1 | 1–1 |     | 1–0 | 2–0 | —   | 1–1 | 1–0 |     |     |     |
| Urawa Red Diamonds  |     | 0–0 | 0–0 | 3–2 | 0–1 | 1–0 |     | 0–2 |     | 2–1 | 2–1 | 2–1 | 1–0 | 4–1 | 2–1 | —   | 2–0 |     | 3–1 |     |
| Tokyo Verdy         |     |     | 1–0 | 2–2 | 0–1 |     |     | 0–3 | 1–0 | 2–0 | 2–1 | 0–1 |     | 0–2 | 1–0 |     | —   | 0–1 | 1–0 | 0–1 |
| Vissel Kobe         | 0–1 | 0–1 | 1–3 |     | 3–2 | 2–0 |     |     | 2–1 | 0–1 | 2–1 |     | 1–0 | 4–0 | 1–1 | 0–0 |     | —   |     | 1–0 |
| Yokohama F. Marinos | 1–1 |     |     | 0–3 | 2–0 | 0–1 | 3–1 | 0–2 |     | 0–0 | 3–0 | 2–3 |     | 1–1 | 0–3 |     | 0–0 | 1–2 | —   |     |
| Machida Zelvia      | 1–0 |     | 3–0 |     |     |     | 2–1 | 3–0 | 2–2 |     |     | 3–0 | 1–2 | 0–1 | 1–2 | 0–2 | 0–1 | 2–0 | 0–3 | —   |

## Goleadores
| Rank | Jugador          | Club            | Goles |
| ---- | ---------------- | --------------- | ----- |
| 1    | Léo Ceará        | Kashima Antlers | 13    |
| 2    | Rafael Elias     | Kyoto Sanga     | 8     |
| 3    | Sota Kitano      | Cerezo Osaka    | 4     |
| 3    | Koya Kitagawa    | Shimizu S-Pulse | 4     |
| 3    | Takuma Nishimura | Machida Zelvia  | 4     |

## Asistidores
| Rank | Jugador      | Club              | Asistencias |
| ---- | ------------ | ----------------- | ----------- |
| 1    | Sota Miura   | Kawasaki Frontale | 4           |
| 2    | Rafael Elias | Kyoto Sanga       | 3           |